# Au (Wasserburg am Inn)
Der Weiler Au ist ein Gemeindeteil der im oberbayerischen Landkreis Rosenheim gelegenen Stadt Wasserburg am Inn.

## Geografie
Au befindet sich etwa viereinhalb Kilometer südwestlich von Wasserburg auf einer Höhe von 490 m ü. NHN.

## Geschichte
Durch die Verwaltungsreformen zu Beginn des 19. Jahrhunderts im Königreich Bayern wurde der Ort ein Bestandteil der Landgemeinde Attel, zu der auch die Gemeindeteile Attlerau, Edgarten, Elend, Gabersee, Gern, Heberthal, Kobl, Kornberg, Kroit, Limburg, Osterwies, Reisach, Reitmehring, Rottmoos, Seewies, Staudham und Viehhausen gehörten. Im Zuge der kommunalen Gebietsreform in Bayern in den 1970er-Jahren wurde Au im Jahr 1978 zusammen mit dem größten Teil der Gemeinde Attel in die Stadt Wasserburg eingegliedert. Im Jahr 2012 zählte Au zwölf Einwohner.

## Verkehr
Die Anbindung an das öffentliche Straßennetz wird durch mehrere Gemeindestraßen hergestellt, die Au unter anderem mit der etwa 300 Meter nordwestlich des Ortes vorbeiführenden Bundesstraße 15 verbinden.